# Komisje dobrego porządku

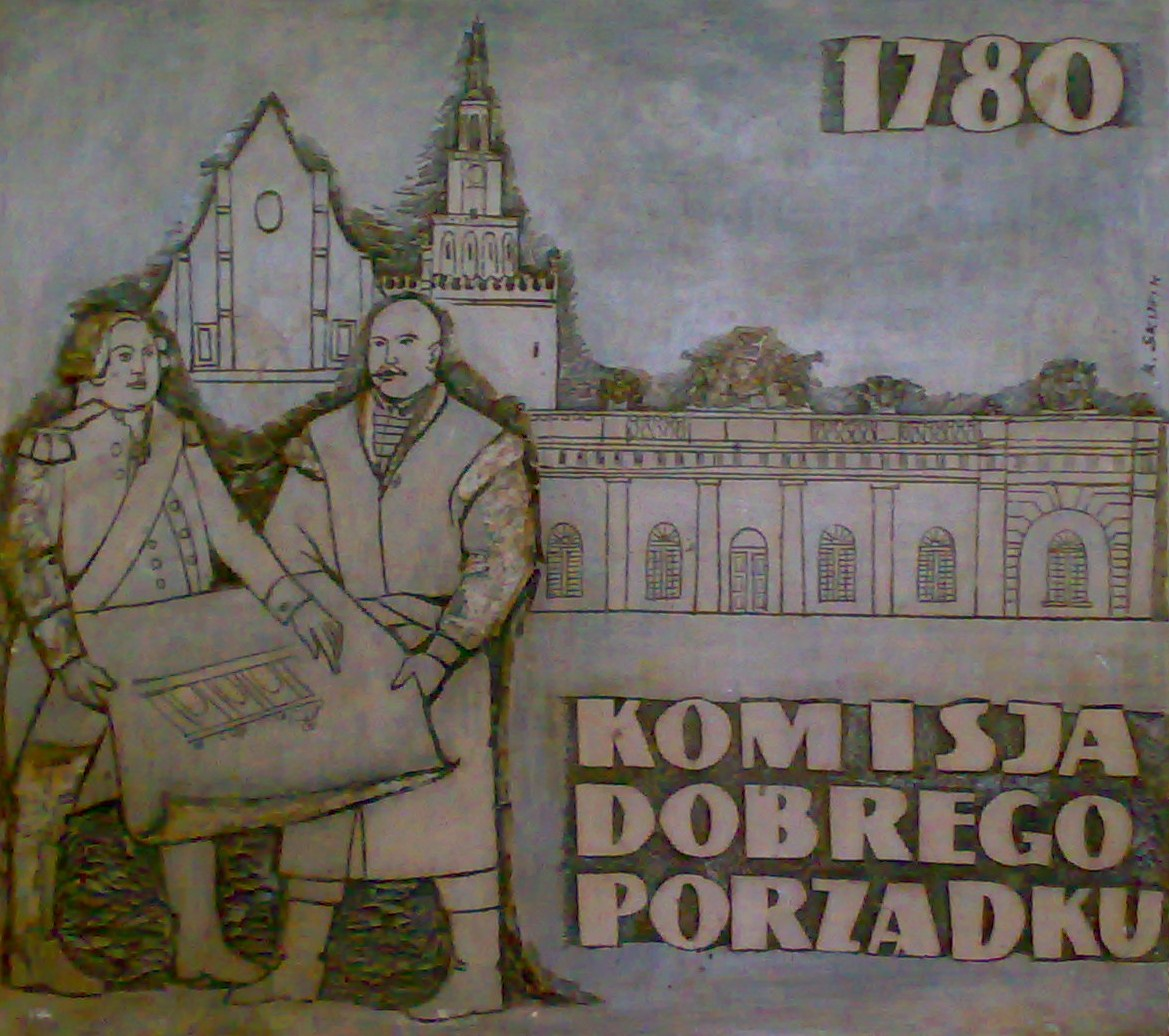
Płaskorzeźba na Zamku Cesarskim w Poznaniu (w tle Odwach)

Komisje dobrego porządku, komisje boni ordinis – kolegialne instytucje administracji miejskiej powołane w wyniku decyzji sejmu konwokacyjnego z 1764, znoszących niektóre jurydyki miejskie i serwitoriaty.

## Działalność
Pierwszą komisję dobrego porządku utworzył Stanisław August Poniatowski 1 czerwca 1765 dla Starej i Nowej Warszawy. Sejm w 1768 zdecydował o utworzeniu komisji dobrego porządku we wszystkich miastach królewskich. W czasach rządów Rady Nieustającej w latach 1775–1789 powołano je w większości miast królewskich Korony Królestwa Polskiego i Wielkiego Księstwa Litewskiego. W ich skład wchodziło każdorazowo od 6 do 14 członków, powoływanych z okolicznej szlachty. W 1776 zostały podporządkowane Departamentowi Policji Rady Nieustającej. Cztery lata później przejęły uprawnienia komisji szpitalnych. Sejm Czteroletni przekazał kompetencje komisji dobrego porządku komisjom porządkowym cywilno-wojskowym i (od 1791) Komisji Policji Obojga Narodów w Straży Praw.

## Kompetencje
Do ich kompetencji należał nadzór nad finansami miejskimi, kontrola działalności cechów rzemieślniczych i gildii kupieckich. Komisje te wydawały ordynacje dla poszczególnych miast, decydując o planowaniu przestrzennym ich zabudowy, numerowaniu domów, brukowaniu ulic, budowie kanałów.